# E06
|  | No s'ha de confondre amb E006. |

La ruta europea E06 és una carretera que forma part de la Xarxa de carreteres europees. Comença a Trelleborg (Suècia) i finalitza a Kirkenes (Noruega). Té una longitud de 3050 km.
Té una orientació de nord a sudt i travesa per les nacions de Suècia i Noruega.

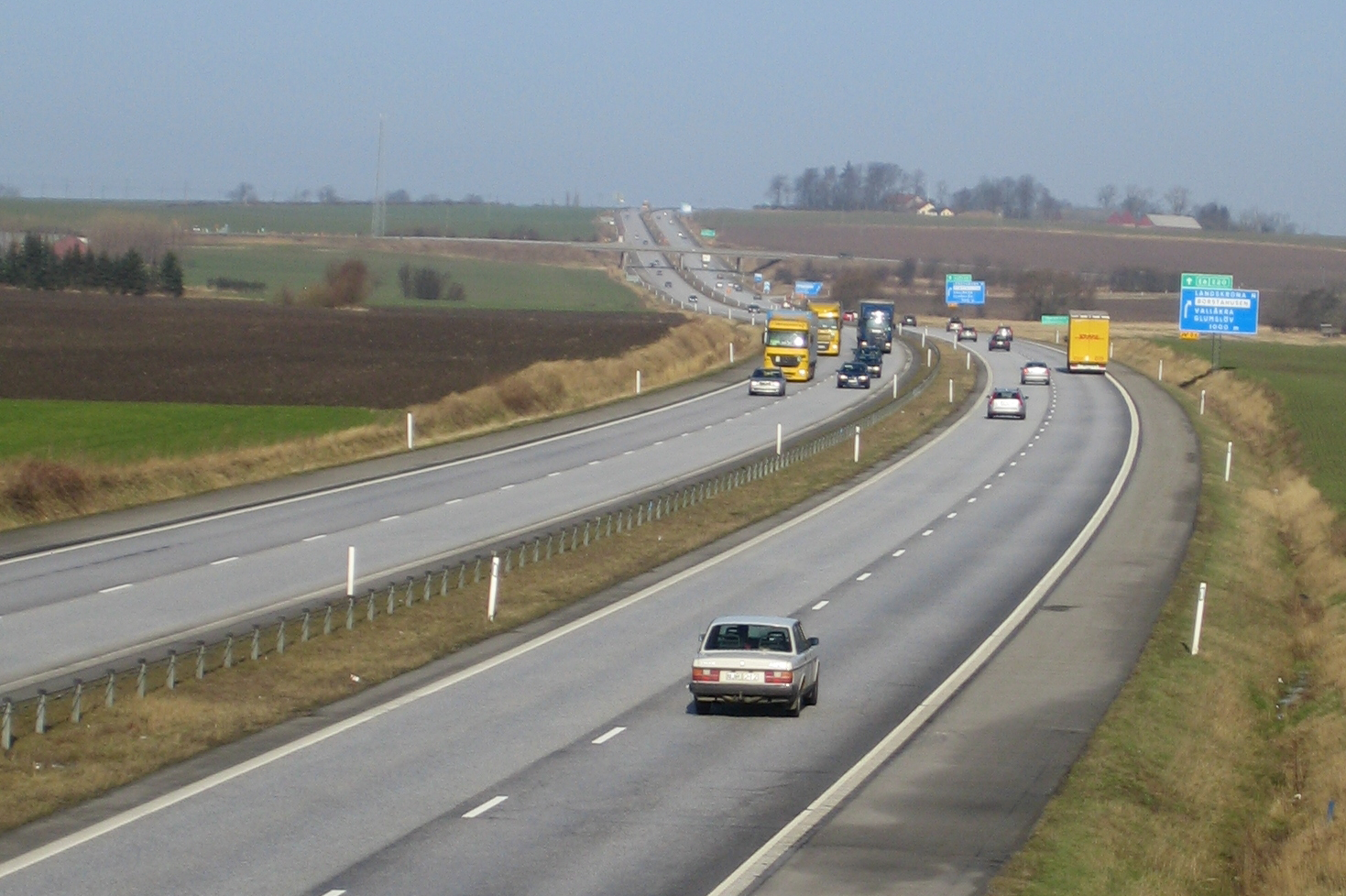
Ruta europea E06 prop de Escània (Suècia).